# Perilampus franzmanni
Perilampus franzmanni är en stekelart som beskrevs av Galloway 1983. Perilampus franzmanni ingår i släktet Perilampus och familjen gropglanssteklar. Inga underarter finns listade i Catalogue of Life.